# Birmingham Classic
El torneig de Birmingham, conegut oficialment com a Birmingham Classic, actualment Rothesay Classic Birmingham, és una competició tennística professional que es disputa sobre gespa a l'Edgbaston Priory Club de Edgbaston, prop de Birmingham, Anglaterra. Pertany als International Tournaments del circuit WTA femení. Es disputa al mes de juny com a preparació del torneig de Wimbledon i es considera el germà del Queen's Club Championships masculí.
Es va crear l'any 1982 amb el nom Edgbaston Cup. També ha tingut els noms de Dow Chemical Classic, Dow Classic, especialment DFS Classic, i també Aegon Classic. El gener de 2013 es va anunciar que el torneig ascendiria de categoria a Premier a partir de 2014.

## Palmarès

### Individual femení

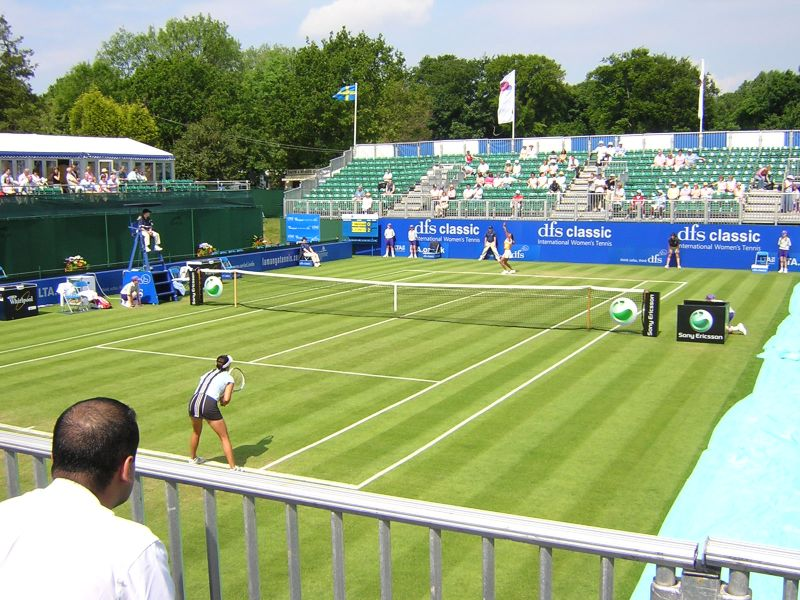
DFS Classic (2005).

| Any               | Campiona                                               | Finalista                                              | Resultat                                               |
| ----------------- | ------------------------------------------------------ | ------------------------------------------------------ | ------------------------------------------------------ |
| WTA 250           |                                                        |                                                        |                                                        |
| 2024              | Yulia Putintseva                                       | Ajla Tomljanović                                       | 6−1, 7−6(8)                                            |
| 2023              | Jeļena Ostapenko                                       | Barbora Krejčíková                                     | 7−6(8), 6−4                                            |
| 2022              | Beatriz Haddad Maia                                    | Zhang Shuai                                            | 5−4, retirada                                          |
| 2021              | Ons Jabeur                                             | Dària Kassàtkina                                       | 7−5, 6−4                                               |
| WTA Premier       |                                                        |                                                        |                                                        |
| 2020              | Torneig suspès a causa de la pandèmia de COVID-19      | Torneig suspès a causa de la pandèmia de COVID-19      | Torneig suspès a causa de la pandèmia de COVID-19      |
| 2019              | Ashleigh Barty                                         | Julia Görges                                           | 6−3, 7−5                                               |
| 2018              | Petra Kvitová (2)                                      | Magdaléna Rybáriková                                   | 4−6, 6−1, 6−2                                          |
| 2017              | Petra Kvitová                                          | Ashleigh Barty                                         | 4−6, 6−3, 6−2                                          |
| 2016              | Madison Keys                                           | Barbora Strýcová                                       | 6−3, 6−4                                               |
| 2015              | Angelique Kerber                                       | Karolína Plíšková                                      | 6−7(5), 6−3, 7−6(4)                                    |
| 2014              | Ana Ivanović                                           | Barbora Záhlavová-Strýcová                             | 6−3, 6−2                                               |
| WTA International |                                                        |                                                        |                                                        |
| 2013              | Daniela Hantuchová                                     | Donna Vekić                                            | 7−6(5), 6−4                                            |
| 2012              | Melanie Oudin                                          | Jelena Janković                                        | 6−4, 6−2                                               |
| 2011              | Sabine Lisicki                                         | Daniela Hantuchová                                     | 6−3, 6−2                                               |
| 2010              | Li Na                                                  | Maria Xaràpova                                         | 7−5, 6−1                                               |
| 2009              | Magdaléna Rybáriková                                   | Li Na                                                  | 6−0, 7−6(2)                                            |
| WTA Tier III      |                                                        |                                                        |                                                        |
| 2008              | Katerina Bondarenko                                    | Yanina Wickmayer                                       | 7−6(7), 3−6, 7−6(4)                                    |
| 2007              | Jelena Janković                                        | Maria Xaràpova                                         | 4−6, 6−3, 7−5                                          |
| 2006              | Vera Zvonariova                                        | Jamea Jackson                                          | 7−6(12), 7−6(5)                                        |
| 2005              | Maria Xaràpova (2)                                     | Jelena Janković                                        | 6−2, 4−6, 6−1                                          |
| 2004              | Maria Xaràpova                                         | Tatiana Golovin                                        | 4−6, 6−2, 6−1                                          |
| 2003              | Magdalena Maleeva                                      | Shinobu Asagoe                                         | 6−1, 6−4                                               |
| 2002              | Jelena Dokić                                           | Anastassia Mískina                                     | 6−2, 6−3                                               |
| 2001              | Nathalie Tauziat (2)                                   | Miriam Oremans                                         | 6−3, 7−5                                               |
| 2000              | Lisa Raymond                                           | Tamarine Tanasugarn                                    | 6−2, 6−7, 6−4                                          |
| 1999              | Julie Halard                                           | Nathalie Tauziat                                       | 6−2, 3−6, 6−4                                          |
| 1998              | Cancel·lat després de quarts de final degut a la pluja | Cancel·lat després de quarts de final degut a la pluja | Cancel·lat després de quarts de final degut a la pluja |
| 1997              | Nathalie Tauziat                                       | Yayuk Basuki                                           | 2−6, 6−2, 6−2                                          |
| 1996              | Meredith McGrath                                       | Nathalie Tauziat                                       | 2−6, 6−4, 6−4                                          |
| 1995              | Zina Garrison (2)                                      | Lori McNeil                                            | 6−3, 6−3                                               |
| 1994              | Lori McNeil (2)                                        | Zina Garrison                                          | 6−2, 6−2                                               |
| 1993              | Lori McNeil                                            | Zina Garrison                                          | 6−4, 2−6, 6−3                                          |
| WTA Tier IV       |                                                        |                                                        |                                                        |
| 1992              | Brenda Schultz McCarthy                                | Jenny Byrne                                            | 6−2, 6−2                                               |
| 1991              | Martina Navrátilová (2)                                | Nataixa Zvéreva                                        | 6−4, 7−6                                               |
| 1990              | Zina Garrison                                          | Helena Sukova                                          | 6−4, 6−1                                               |
| 1989              | Martina Navrátilová                                    | Zina Garrison                                          | 7−6, 6−3                                               |
| 1988              | Claudia Kohde-Kilsch                                   | Pam Shriver                                            | 6−2, 6−1                                               |
| 1987              | Pam Shriver (4)                                        | Larisa Savchenko Neiland                               | 4−6, 6−2, 6−2                                          |
| 1986              | Pam Shriver                                            | Manuela Maleeva Fragniere                              | 6−2, 7−6                                               |
| 1985              | Pam Shriver                                            | Betsy Nagelsen McCormack                               | 6−1, 6−0                                               |
| 1984              | Pam Shriver                                            | Anne White                                             | 7−6, 6−3                                               |
| 1983              | Billie Jean King (2)                                   | Alycia Moulton                                         | 6−0, 7−5                                               |
| 1982              | Billie Jean King                                       | Rosalyn Fairbank Nideffer                              | 6−2, 6−1                                               |

### Dobles femenins
| Any               | Campiones                                         | Finalistes                                        | Resultat                                          |
| ----------------- | ------------------------------------------------- | ------------------------------------------------- | ------------------------------------------------- |
| WTA 250           |                                                   |                                                   |                                                   |
| 2024              | Hsieh Su-wei Elise Mertens                        | Miyu Kato Zhang Shuai                             | 6−1, 6−3                                          |
| 2023              | Marta Kostyuk Barbora Krejčiková                  | Storm Hunter Alycia Parks                         | 6−2, 7−6(7)                                       |
| 2022              | Liudmila Kitxenok Jeļena Ostapenko                | Elise Mertens Zhang Shuai                         | Renúncia                                          |
| 2021              | Marie Bouzková Lucie Hradecká                     | Ons Jabeur Ellen Perez                            | 6−4, 2−6, [10−8]                                  |
| WTA Premier       |                                                   |                                                   |                                                   |
| 2020              | Torneig suspès a causa de la pandèmia de COVID-19 | Torneig suspès a causa de la pandèmia de COVID-19 | Torneig suspès a causa de la pandèmia de COVID-19 |
| 2019              | Hsieh Su-wei Barbora Strýcová                     | Anna-Lena Grönefeld Demi Schuurs                  | 6−4, 6−7(4), [10−8]                               |
| 2018              | Tímea Babos Kristina Mladenovic                   | Elise Mertens Demi Schuurs                        | 4−6, 6−3, [10−8]                                  |
| 2017              | Ashleigh Barty Casey Dellacqua (2)                | Chan Hao-Ching Zhang Shuai                        | 6−1, 2−6, [10−8]                                  |
| 2016              | Karolína Plíšková Barbora Strýcová                | Vania King Alla Kudryavtseva                      | 6−3, 7−6(1)                                       |
| 2015              | Garbiñe Muguruza Carla Suárez Navarro             | Andrea Hlaváčková Lucie Hradecká                  | 6−4, 6−4                                          |
| 2014              | Raquel Kops-Jones Abigail Spears                  | Ashleigh Barty Casey Dellacqua                    | 7−6(1), 6−1                                       |
| WTA International |                                                   |                                                   |                                                   |
| 2013              | Ashleigh Barty Casey Dellacqua                    | Cara Black Marina Erakovic                        | 7−5, 6−4                                          |
| 2012              | Tímea Babos Hsieh Su-wei                          | Liezel Huber Lisa Raymond                         | 7−5, 6−7(2), [10−8]                               |
| 2011              | Olga Govortsova Al·la Kudriàvtseva                | Sara Errani Roberta Vinci                         | 1−6, 6−1, [10−5]                                  |
| 2010              | Cara Black Lisa Raymond                           | Liezel Huber Bethanie Mattek-Sands                | 6−3, 3−2, retirada                                |
| 2009              | Cara Black Liezel Huber (2)                       | Raquel Kops-Jones Abigail Spears                  | 6−1, 6−4                                          |
| WTA Tier III      |                                                   |                                                   |                                                   |
| 2008              | Cara Black Liezel Huber                           | Séverine Brémond Virginia Ruano Pascual           | 6−2, 6−1                                          |
| 2007              | Chan Yung-jan Chia-Jung Chuang                    | Sun Tiantian Meilen Tu                            | 7−6(3), 6−3                                       |
| 2006              | Jelena Janković Li Na                             | Jill Craybas Liezel Huber                         | 6−2, 6−4                                          |
| 2005              | Daniela Hantuchová Ai Sugiyama                    | Eleni Daniïlidu Jennifer Russell                  | 6−2, 6−3                                          |
| 2004              | Maria Kirilenko Maria Xaràpova                    | Lisa McShea Milagros Sequera                      | 6−2, 6−1                                          |
| 2003              | Els Callens Meilen Tu                             | Alicia Molik Martina Navrátilová                  | 7−5, 6−4                                          |
| 2002              | Shinobu Asagoe Els Callens                        | Kimberly Po-Messerli Nathalie Tauziat             | 6−4, 6−3                                          |
| 2001              | Cara Black Elena Likhovtseva                      | Kimberly Po-Messerli Nathalie Tauziat             | 6−1, 6−2                                          |
| 2000              | Rachel McQuillan Lisa McShea                      | Cara Black Irina Selyutina                        | 6−3, 7−6(3)                                       |
| 1999              | Corina Morariu Larisa Savchenko                   | Alexandra Fusai Ines Gorrochategui                | 6−4, 6−4                                          |
| 1998              | Els Callens Julie Halard−Decugis                  | Lisa Raymond Rennae Stubbs                        | 2−6, 6−4, 6−4                                     |
| 1997              | Katrina Adams Larisa Savchenko                    | Nathalie Tauziat Linda Wild                       | 6−2, 6−3                                          |
| 1996              | Elizabeth Smylie Linda Wild                       | Lori McNeil Nathalie Tauziat                      | 6−3, 3−6, 6−1                                     |
| 1995              | Manon Bollegraf Rennae Stubbs                     | Nicole Bradtke Kristine Radford                   | 3−6, 6−4, 6−4                                     |
| 1994              | Zina Garrison−Jackson Larisa Savchenko            | Catherine Barclay Kerry-Anne Guse                 | 6−4, 6−4                                          |
| 1993              | Lori McNeil Martina Navrátilová                   | Pam Shriver Elizabeth Smylie                      | 6−3, 6−4                                          |
| WTA Tier IV       |                                                   |                                                   |                                                   |
| 1992              | Lori McNeil Rennae Stubbs                         | Sandy Collins Elna Reinach                        | 5−7, 6−3, 8−6                                     |
| 1991              | Nicole Bradtke Elizabeth Smylie                   | Sandy Collins Elna Reinach                        | 6−3, 6−4                                          |
| 1990              | Larisa Neiland Nataixa Zvéreva (3)                | Gretchen Magers Lisa Gregory                      | 3−6, 6−3, 6−3                                     |
| 1989              | Larisa Savchenko Nataixa Zvéreva                  | Meredith McGrath Pam Shriver                      | 7−5, 5−7, 6−0                                     |
| 1988              | Larisa Savchenko Nataixa Zvéreva                  | Leila Meskhi Svetlana Parkhomenko                 | 6−4, 6−1                                          |
| 1987              | Cancel·lat degut a la pluja                       | Cancel·lat degut a la pluja                       | Cancel·lat degut a la pluja                       |
| 1986              | Elise Burgin Rosalyn Fairbank                     | Elizabeth Smylie Wendy Turnbull                   | 6−2, 6−4                                          |
| 1985              | Terry Holladay Sharon Walsh                       | Elise Burgin Alycia Moulton                       | 6−4, 5−7, 6−3                                     |
| 1984              | Leslie Allen Anne White                           | Barbara Jordan Elizabeth Smylie                   | 7−6, 6−3                                          |
| 1983              | Billie Jean King Sharon Walsh                     | Beverly Mould Elizabeth Smylie                    | 6−2, 6−4                                          |
| 1982              | Jo Durie Anne Hobbs                               | Rosie Casals Wendy Turnbull                       | 6−3, 6−2                                          |